# Campionati mondiali di scherma
I Campionati mondiali di scherma sono una serie di competizioni schermistiche per rappresentative nazionali che si svolgono su base annuale, e che assegnano il titolo di campione del mondo nelle diverse specialità della scherma maschile e femminile.
La specialità attuali che assegnano un titolo mondiale, di categoria sia maschile che femminile, sono:
- Fioretto individuale e a squadre
- Sciabola individuale e a squadre
- Spada individuale e a squadre

Fino ai Giochi di Rio 2016,negli anni dei giochi olimpici estivi la competizione si svolgeva solo per le specialità non olimpiche, cioè per le 2 specialità a squadre escluse dalla rotazione che avviene ogni 12 anni. A partire da Tokyo 2020 tale sistema è stato abolito: infatti il 9 giugno 2017 il consiglio esecutivo del CIO ha stabilito che dalla rassegna a cinque cerchi giapponese saranno presenti tutte le specialità individuali e a squadre. Per questo motivo le edizioni degli anni olimpici potrebbero in futuro non svolgersi o svolgersi in modalità differenti rispetto al passato.

## Storia
Il primo campionato del mondo venne disputato nel 1921 a Parigi, in Francia, dove si gareggiò solo nella specialità della spada maschile individuale. L'anno successivo venne disputato il campionato mondiale di spada a Parigi e quello di sciabola ad Ostenda. Nel 1926 esordì anche il fioretto maschile.
La prima edizione svolta in Italia fu nel 1929 a Napoli, e fu anche la prima volta che si è disputata una gara femminile, quella di fioretto individuale. Nella stessa edizione ci furono anche le prime gare a squadre delle tre specialità maschili.
Nel 1932 si disputò per la prima volta la competizione a squadre di fioretto femminile, in quanto specialità non compresa nel programma olimpico, situazione che si verificò anche nel 1936, e fra il 1948 ed il 1956. Fino ad allora, infatti, negli anni olimpici non si era disputato alcun campionato mondiale.
La competizione era identificata come campionato internazionale fino al 1936, e vi partecipavano le squadre europee. Divenne campionato mondiale solo a partire dall'edizione del 1937, su richiesta degli atleti italiani. Il governo Mussolini, infatti, concedeva all'epoca onori e privilegi agli atleti vincitori di titoli olimpici o mondiali.
A causa della seconda guerra mondiale la disputa della competizione si interruppe dopo il 1938, per riprendere nel 1947.
Nel 1960, finalmente, i giochi olimpici si aprirono a tutte le specialità schermistiche. In quest'anno, dunque, non fu disputato alcun mondiale, così come negli anni olimpici successivi, fino al 1984.
La scherma dovrà aspettare fino al 1989 per la seconda specialità femminile: la spada (sia individuale che a squadre), per la quale già nel 1988 fu organizzato un campionato sperimentale registrato negli annali come Criterium. La disciplina venne ammessa ai Giochi nel 1996, pertanto nel 1992, per la sola spada femminile (individuale e a squadre), fu nuovamente disputato un mondiale di scherma in un anno olimpico.
La competizione della sciabola femminile (individuale/squadre) sarà inserita solo nel 1998, essendo questa l'arma di più recente adozione della scherma moderna. Queste due specialità, però, non furono ammesse fin dall'inizio ai Giochi Olimpici, pertanto nel 2000 si tenne ancora una volta un campionato mondiale solo per esse.
A partire dai Giochi Olimpici del 2004, il Comitato Olimpico Internazionale ha ritenuto di non poter concedere alla scherma 12 discipline e 12 medaglie d'oro, per cui vengono escluse da ogni edizione due specialità a squadre. La scelta è stata motivata dal CIO dalla necessità di poter dare spazio a sport con un più ampio seguito internazionale senza eccedere o sovraccaricare il calendario delle tre settimane olimpiche. Per i detrattori, la scelta è stata unicamente guidata da motivazioni commerciali, in quanto alcuni sport, come il calcio, già prevedono gare eliminatorie che si svolgono nei giorni che precedono l'apertura ufficiale delle Olimpiadi.
Nel 2004 furono esclusi fioretto e sciabola femminile a squadre, per i quali fu dunque disputato un Campionato mondiale. Nel 2008 le specialità escluse sono state il fioretto maschile e la spada femminile (sempre a squadre) e, per la prima volta, il mondiale si è tenuto nello stesso paese (oltre che nella stessa città, Pechino) che ospita i giochi olimpici estivi dello stesso anno. Dal 2020 la turnazione delle prove a squadre è stata eliminata.

## Edizioni

### Campionati internazionali
| Edizione | Anno | Città              | Nazione         |
| -------- | ---- | ------------------ | --------------- |
| I        | 1921 | Parigi             | Francia         |
| II       | 1922 | Parigi e Ostenda   | Francia Belgio  |
| III      | 1923 | L'Aia              | Paesi Bassi     |
| IV       | 1925 | Ostenda            | Belgio          |
| V        | 1926 | Budapest e Ostenda | Ungheria Belgio |
| VI       | 1927 | Vichy              | Francia         |
| VII      | 1929 | Napoli             | Italia          |
| VIII     | 1930 | Liegi              | Belgio          |
| IX       | 1931 | Vienna             | Austria         |
| X        | 1932 | Copenaghen         | Danimarca       |
| XI       | 1933 | Budapest           | Ungheria        |
| XII      | 1934 | Varsavia           | Polonia         |
| XIII     | 1935 | Losanna            | Svizzera        |
| XIV      | 1936 | Sanremo            | Italia          |

### Medagliere Campionati Internazionali
| Posizione | Paese       |    |    |    | Totale |
| --------- | ----------- | -- | -- | -- | ------ |
| 1         | Ungheria    | 20 | 12 | 11 | 43     |
| 2         | Italia      | 14 | 19 | 7  | 40     |
| 3         | Francia     | 10 | 14 | 6  | 30     |
| 4         | Paesi Bassi | 3  | 2  | 2  | 7      |
| 5         | Germania    | 3  | 1  | 7  | 11     |
| 6         | Belgio      | 2  | 2  | 5  | 9      |
| 7         | Svezia      | 1  | 2  | 4  | 7      |
| 8         | Regno Unito | 1  | 1  | 5  | 7      |
| 9         | Danimarca   | 1  | 0  | 1  | 2      |
| 10        | Norvegia    | 1  | 0  | 0  | 1      |
| 11        | Austria     | 0  | 4  | 4  | 8      |
| 12        | Polonia     | 0  | 0  | 2  | 2      |
| Totale    | Totale      | 56 | 56 | 57 | 169    |

### Campionati mondiali
| Edizione | Anno | Città             | Nazione          |
| -------- | ---- | ----------------- | ---------------- |
| I        | 1937 | Parigi            | Francia          |
| II       | 1938 | Piešťany          | Cecoslovacchia   |
| III      | 1947 | Lisbona           | Portogallo       |
| IV       | 1948 | L'Aia             | Paesi Bassi      |
| V        | 1949 | Il Cairo          | Egitto           |
| VI       | 1950 | Montecarlo        | Monaco           |
| VII      | 1951 | Stoccolma         | Svezia           |
| VIII     | 1952 | Copenaghen        | Danimarca        |
| IX       | 1953 | Bruxelles         | Belgio           |
| X        | 1954 | Lussemburgo       | Lussemburgo      |
| XI       | 1955 | Roma              | Italia           |
| XII      | 1956 | Londra            | Inghilterra      |
| XIII     | 1957 | Parigi            | Francia          |
| XIV      | 1958 | Filadelfia        | Stati Uniti      |
| XV       | 1959 | Budapest          | Ungheria         |
| XVI      | 1961 | Torino            | Italia           |
| XVII     | 1962 | Buenos Aires      | Argentina        |
| XVIII    | 1963 | Danzica           | Polonia          |
| XIX      | 1965 | Parigi            | Francia          |
| XX       | 1966 | Mosca             | Unione Sovietica |
| XXI      | 1967 | Montréal          | Canada           |
| XXII     | 1969 | L'Avana           | Cuba             |
| XXIII    | 1970 | Ankara            | Turchia          |
| XXIV     | 1971 | Vienna            | Austria          |
| XXV      | 1973 | Göteborg          | Svezia           |
| XXVI     | 1974 | Grenoble          | Francia          |
| XXVII    | 1975 | Budapest          | Ungheria         |
| XXVIII   | 1977 | Buenos Aires      | Argentina        |
| XXIX     | 1978 | Amburgo           | Germania Ovest   |
| XXX      | 1979 | Melbourne         | Australia        |
| XXXI     | 1981 | Clermont-Ferrand  | Francia          |
| XXXII    | 1982 | Roma              | Italia           |
| XXXIII   | 1983 | Vienna            | Austria          |
| XXXIV    | 1985 | Barcellona        | Spagna           |
| XXXV     | 1986 | Sofia             | Bulgaria         |
| XXXVI    | 1987 | Losanna           | Svizzera         |
| XXXVII   | 1988 | Orléans           | Francia          |
| XXXVIII  | 1989 | Denver            | Stati Uniti      |
| XXXIX    | 1990 | Lione             | Francia          |
| XL       | 1991 | Budapest          | Ungheria         |
| XLI      | 1992 | L'Avana           | Cuba             |
| XLII     | 1993 | Essen             | Germania         |
| XLIII    | 1994 | Atene             | Grecia           |
| XLIV     | 1995 | L'Aia             | Paesi Bassi      |
| XLV      | 1997 | Città del Capo    | Sudafrica        |
| XLVI     | 1998 | La Chaux de Fonds | Svizzera         |
| XLVII    | 1999 | Seul              | Corea del Sud    |
| XLVIII   | 2000 | Budapest          | Ungheria         |
| XLIX     | 2001 | Nîmes             | Francia          |
| L        | 2002 | Lisbona           | Portogallo       |
| LI       | 2003 | L'Avana           | Cuba             |
| LII      | 2004 | New York          | Stati Uniti      |
| LIII     | 2005 | Lipsia            | Germania         |
| LIV      | 2006 | Torino            | Italia           |
| LV       | 2007 | San Pietroburgo   | Russia           |
| LVI      | 2008 | Pechino           | Cina             |
| LVII     | 2009 | Antalia           | Turchia          |
| LVIII    | 2010 | Parigi            | Francia          |
| LIX      | 2011 | Catania           | Italia           |
| LX       | 2012 | Kiev              | Ucraina          |
| LXI      | 2013 | Budapest          | Ungheria         |
| LXII     | 2014 | Kazan'            | Russia           |
| LXIII    | 2015 | Mosca             | Russia           |
| LXIV     | 2016 | Rio de Janeiro    | Brasile          |
| LXV      | 2017 | Lipsia            | Germania         |
| LXVI     | 2018 | Wuxi              | Cina             |
| LXVII    | 2019 | Budapest          | Ungheria         |
| LXVIII   | 2022 | Il Cairo          | Egitto           |
| LXIX     | 2023 | Milano            | Italia           |
| LXX      | 2025 | Tblisi            | Georgia          |
| LXXI     | 2026 | Hong Kong         | Hong Kong        |
| LXXII    | 2027 | Tashkent          | Uzbekistan       |

### Medagliere campionati mondiali
Aggiornato all'edizione del Campionato mondiale di scherma 2025. Sono esclusi i Campionati internazionali.
| Pos.   | Paese                       | Oro | Argento | Bronzo | Totale |
| ------ | --------------------------- | --- | ------- | ------ | ------ |
| 1      | Italia                      | 124 | 112     | 141    | 377    |
| 2      | Francia                     | 99  | 101     | 99     | 299    |
| 3      | Ungheria                    | 96  | 90      | 98     | 284    |
| 4      | Unione Sovietica            | 92  | 54      | 47     | 193    |
| 5      | Russia                      | 56  | 32      | 36     | 124    |
| 6      | Germania Ovest              | 25  | 26      | 16     | 67     |
| 7      | Germania                    | 22  | 35      | 45     | 102    |
| 8      | Polonia                     | 18  | 30      | 42     | 90     |
| 9      | Stati Uniti                 | 14  | 17      | 18     | 49     |
| 10     | Romania                     | 13  | 22      | 33     | 68     |
| 11     | Ucraina                     | 13  | 12      | 22     | 47     |
| 12     | Corea del Sud               | 11  | 13      | 29     | 53     |
| 13     | Cina                        | 8   | 20      | 18     | 46     |
| 14     | Svezia                      | 7   | 15      | 21     | 43     |
| 15     | Cuba                        | 6   | 5       | 9      | 20     |
| 16     | Giappone                    | 6   | 2       | 9      | 17     |
| 17     | Estonia                     | 5   | 7       | 7      | 19     |
| 18     | Danimarca                   | 5   | 3       | 4      | 12     |
| 19     | Austria                     | 4   | 4       | 9      | 17     |
| 20     | Regno Unito                 | 3   | 6       | 9      | 18     |
| 21     | Paesi Bassi                 | 3   | 3       | 6      | 12     |
| 22     | Svizzera                    | 2   | 9       | 13     | 24     |
| 23     | Belgio                      | 2   | 4       | 11     | 17     |
| 24     | Spagna                      | 2   | 2       | 7      | 11     |
| 25     | Azerbaigian                 | 2   | 2       | 4      | 8      |
| 26     | Bulgaria                    | 1   | 3       | 5      | 9      |
| 27     | Cecoslovacchia              | 1   | 3       | 1      | 5      |
| 28     | Atleti Individuali Neutrali | 1   | 2       | 0      | 3      |
| 29     | Georgia                     | 1   | 1       | 1      | 3      |
| 30     | Hong Kong                   | 1   | 0       | 4      | 5      |
| 31     | Norvegia                    | 1   | 0       | 1      | 2      |
| 32     | Brasile                     | 1   | 0       | 0      | 1      |
| 33     | Venezuela                   | 0   | 2       | 1      | 3      |
| 33     | Tunisia                     | 0   | 1       | 3      | 4      |
| 35     | Grecia                      | 0   | 1       | 3      | 4      |
| 35     | Bielorussia                 | 0   | 1       | 2      | 3      |
| 35     | Canada                      | 0   | 1       | 2      | 3      |
| 38     | Germania Est                | 0   | 1       | 2      | 3      |
| 39     | Portogallo                  | 0   | 1       | 0      | 1      |
| 40     | Egitto                      | 0   | 0       | 9      | 9      |
| 41     | Kazakistan                  | 0   | 0       | 2      | 2      |
| 42     | Squadra Unificata           | 0   | 0       | 1      | 1      |
| 42     | Colombia                    | 0   | 0       | 1      | 1      |
| 42     | Finlandia                   | 0   | 0       | 1      | 1      |
| 42     | Iran                        | 0   | 0       | 1      | 1      |
| Totale | Totale                      | 645 | 643     | 793    | 2081   |